# Plenița
Pleniţa es una comuna ubicada en el distrito de Dolj, Rumania.

## Superficie
Posee una superficie de 88,66 kilómetros cuadrados.

## Demografía
Hasta 2021 la población era de 4156 habitantes, con una densidad de población de 46,88 habitantes por kilómetro cuadrado.